# Apache (filme)
Apache (prt: O Último Apache; bra: O Último Bravo)é um filme estadunidense de 1954 do gênero western dirigido por Robert Aldrich.

## Elenco
- Burt Lancaster...Massai
- Jean Peters...Nalinle
- John McIntire...Al Sieber
- Charles Bronson...Hondo (nos letreiros, Charles Buchinsky)
- John Dehner...Weddle
- Paul Guilfoyle...Santos
- Ian MacDonald...Clagg
- Walter Sande...Tenente-coronel Beck
- Morris Ankrum...Dawson
- Monte Blue...Geronimo

## Sinopse
O Apache Geronimo e seu bando renegado se rendem às tropas estadunidenses em 1886, mas um dos guerreiros cativos, o selvagem e orgulhoso Massai, não se conforma em ficar prisioneiro. 